# Capitulación en Irán

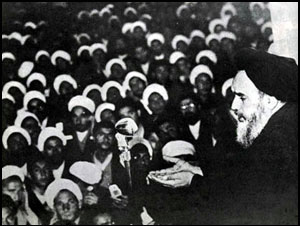
Ruhollah Jomeini dando un discurso a sus seguisores contra la ley de capitulación, 1964

Capitulación (en persa: کاپیتولاسیون) se define como el derecho que ostenta un gobierno a juzgar en sus tribunales de justicia a un ciudadano extranjero que haya cometido un delito en el país. Este derecho fue cedido por vez primera en el siglo XIX para proteger a los funcionarios destinados en países bajo su hegemonía, como por ejemplo, por parte de gobiernos como el iraní.

## En la era Qayar
Capitulaciones fueron por vez primera impuestas en Persia en 1828, tras ser Ábbas Mirza, príncipe heredero a la Corona Qayar, derrotado en una guerra librada contra Rusia en 1826. Fue en el Tratado de Turkmanchai, y fueron impuestas por la Rusia zarista, en los capítulos 7, 8 y 9 de este tratado, donde se recogen los asuntos jurídicos de los ciudadanos rusos residentes en Persia. La razón por la que este tratado trajo muchos problemas fue porque la capitulación, que en principio solo tenía que ver con el estatus de los diplomáticos, pasaba a incluir a todos los rusos que vivían en Persia.

## En la era de Reza Shah Pahlavi
Reza Shah estaba decidido a, tras implantar leyes civiles seculares en el país, ir a su segunda meta, a saber, terminar con la Capitulación. Él pensaba que cuando se pudieran instaurar tribunales con leyes seculares en el país podría abolir las leyes especiales relacionadas con los extranjeros residentes en el país, y todos los ciudadanos, ya sean extranjeros ya sean nacionales, podrían ser considerados iguales ante estas leyes seculares. El 10 de mayo de 1928 el parlamento anuncia la derogación de la Capitulación.

## En la era de Mohammad Reza Pahlavi
El 18 de abril de 1961 se firma en Viena el Tratado de Viena en virtud del cual los firmantes aprueban las relaciones políticas, tras lo cual se envía a la sede de la ONU en Nueva York. La Convención de Viena, que hoy es aceptada por casi todos los países del mundo, concede inmunidad a embajadores, cónsules y los miembros de los cuerpos diplomáticos en los países donde son destinados. Este tratado fue firmado por el representante del Estado iraní en Viena. El tratado contiene 53 artículos y 2 protocolos. La ley relativa al tratado de Viena sobre las relaciones políticas fue aprobada por el parlamento iraní el 13 de octubre de 1964 y anunciada al gobierno.
El 15 de enero de 1964 el gobierno iraní llevó al Senado la ley que permitía que los consejeros norteamericanos residentes en Irán se acogieran a la ley de inmunidad del tratado de Viena, que había sido redactada para los funcionarios administrativos y técnicos. El 25 de julio de 1964 el Senado aprueba esta ley y la envía al parlamento para ser debatida. La ley suscita numerosos debates en el parlamento pues una parte de los diputados estaban en contra de su aprobación. Finalmente la ley es aprobada el 13 de octubre de 1964 con 74 votos a favor y 61 en contra.
El imam Jomeini mantiene una reunión con ulemas de Qom tras la cual envía a delegados a varias ciudades del país para que protesten contra la ley. El 26 de octubre de 1964 Jomeini da un discurso en Qom en el que se refirió a esta ley como una reavivación de la Capitulación.